# Spécification (biologie)
Pour les articles homonymes, voir Spécification.
En biologie du développement la spécification est le phénomène par lequel les cellules et les tissus se transforment, se spécialisent, et divergent spécifiquement à chaque espèce et chaque partie de l'organisme, pour finalement spécialiser ses différents organes et singulariser l'être en devenir par rapport aux autres espèces. Elle décrit donc le devenir de la cellule ou des tissus.
La spécification peut être :
- Autonome
- Syncitiale
- Conditionnée

## Types de spécifications

### Autonome
Il n'y a pas d'influence des cellules ou du tissu voisins.
Si on enlève un blastomère, la partie correspondante sur l'embryon est manquante.
On constate que les cellules sont spécifiées de façon très précoce souvent avant leur migration.
L'identité de la cellule va lui être donnée par des déterminants cytoplasmiques qui se mettent en place au plus tard pendant la segmentation.
On trouve cette fonction essentiellement chez les invertébrés qui ont un développement mosaïque.

### Syncitiale
Chez les insectes surtout la spécification est syncitiale. Il y a une interaction entre des composés cytoplasmiques d'origine maternelle et les noyaux dans le syncitium avant la formation des membranes cellulaires. Quand il y a cellularisation les cellules sont déjà déterminées. C'est la transition blastuléenne.

### Conditionnée ou conditionnelle
Le devenir de la cellule est imposé par des interactions avec l'environnement. Rien n'est fixé au départ. Les positions relatives des cellules sont alors décisives lors du développement embryologique.
L'ablation précoce d'un blastomère peut être suppléée par les blastomères voisins. On parle de développement à régulation. Dans ce modèle les réarrangements cellulaires, les mouvements cellulaires accompagnent la spécification.
Ce mécanisme existe chez toutes les espèces mais il est prépondérant chez les vertébrés.